# 三遊亭右朝
三遊亭 右朝（さんゆうてい うちょう）は、落語家の名前。現在は「古今亭右朝」として名乗られている。
- 三遊亭右朝 - 本項にて記述。
- 三遊亭右朝 - 後の柳家卯之吉。

- 三遊亭右朝（生没年不詳、活動年代は明治中期頃）は、落語家。2代目三遊亭圓楽の門下で三遊亭明楽から初代三遊亭圓右の門下で右朝となった。